# Церква святого Юрія (Гаї-за-Рудою)
Церква святого Юрія в Гаях-за-Рудкою — парафія і храм греко-католицької громади Залозецького деканату Тернопільсько-Зборівської архієпархії Української греко-католицької церкви в селі Гаї-за-Рудою Тернопільського району Тернопільської области.

## Історія церкви
Парафія утворена в 1990 році, а будівництво храму тривало з 1990 по 1992 рік. Проєкт розробив архітектор Мирослав Дозорський, а організаційні роботи вели Григорій Макар, Михаїл Гринькевич, Михаїл Хомин, Михаїл Бенцал та Марія Сович. Кошти на будівництво збирали всім селом, значну підтримку також надав отець Василь Воротняк із Німеччини.
У 1997 році на свято святого Юрія владика Зборівської єпархії Михаїл Колтун освятив храм.
Іконостас створили Володимир Дозорський і Володимир Заяць у співпраці з Михайлом Дмитру-ком та Мирославом Дозорським, а розписи виконав Степан Баран. Єпископські візитації на парафії здійснювали: 6 травня 1997 року — владика Михаїл Колтун, а 8 січня 2013 року — митрополит Василій Семенюк.
При парафії діє кілька братств і спільнот, зокрема «Покликання», Марійська дружина, «Божий цвіт», Вівтарна дружина, «Первоцвіт» та братство святої Філомени. На території є символічна могила загиблим за волю України, шість фігур святих (чотири — Матері Божої, дві — Ісуса Христа) та хрест, встановлений на місці зниклої фігури.

## Парохи
- о. Григорій Кутний (1990—2013),
- о. Іван Шварчовський (з 10 січня 2013).